# Hyposoter barrettii
Hyposoter barrettii là một loài tò vò trong họ Ichneumonidae.